# Francesc Serra Castellet
Francesc Serra Castellet (* 18. Juni 1912 in Barcelona; † 1976 in Tossa de Mar) war ein spanischer Maler und Fotograf.

## Leben
Francesc (katalanisch für Francesco/Francisco) Serra Castellet verbrachte seine Kindheit und Jugend in Granollers. 
Auch wenn er zeitweise die Kunstschule Escola Superior de Disseny i d’Arts Llotja in Barcelona besuchte, war er eher ein Autodidakt. Später trat er dem Cercle Artístic de Sant Lluc in Barcelona bei. Zunächst arbeitete er als Auftragskünstler und Porträtist in Granollers.
Im Jahr 1933 präsentierte er seine erste Einzelausstellung in der Galerie Sala Pares in Barcelona. Weitere Ausstellungen folgten in verschiedenen Galerien, vor allem in der Sala Gaspar. Auch beteiligte er sich bei Gruppenausstellungen, Kunstwettbewerben und Salons. Er gewann mehrere Preise, so die Silbermedaille der Nationalen Kunst in Madrid im Jahr 1943, die Silbermedaille des Wettbewerbs Sant Jordi 1951 und die Goldmedaille in der gleichen Veranstaltung im Jahr 1953.

## Werk
Das Thema seiner Arbeit war vor allem die weibliche Figur. Es gibt aber auch eine Reihe von Zeichnungen von Stadtansichten aus Paris. 
Serra war ein Bewunderer von Degas und dies spiegelt sich auch in seinen Bildern wider.
Francesc Serras Werke werden unter anderem im Museum der AMYC-Stiftung in Madrid, im Museu d’Art de Sabadell in Barcelona, im Museu Municipal de Tossa de Mar sowie im Museum Deu in El Vendrell ausgestellt. Auch in öffentlichen und privaten Sammlungen wie der Sammlung Lingenauber in Monaco, der MAPFRE-Stiftung und weiteren sind seine Werke enthalten.
Von seinem fotografischen Werk ist vor allem eine Serie von Portraitaufnahmen von Künstlerkollegen bekannt, welche im Zeitraum zwischen 1902 und 1915 entstand.
2015 war eine Ausstellung seiner Fotografien im Museum Palau Solterra, Torroella de Montgrí zu sehen.
Des Weiteren wurden von ihm auch einige Aufsätze zur Malerei veröffentlicht.

## Publikationen
- L’aventura de l’art contemporani. Edition Selecta, Barcelona 1953.
- mit José María Parramón: El Desnudo al Óleo. 1973, ISBN 8-43420079-1.